# Ernest Delune
Ernest Delune (Marbais, 12 november 1859 - Elsene, 12 juli 1945) was een Belgisch senator en tevens architect. Hij was actief tijdens de art-nouveau-periode.

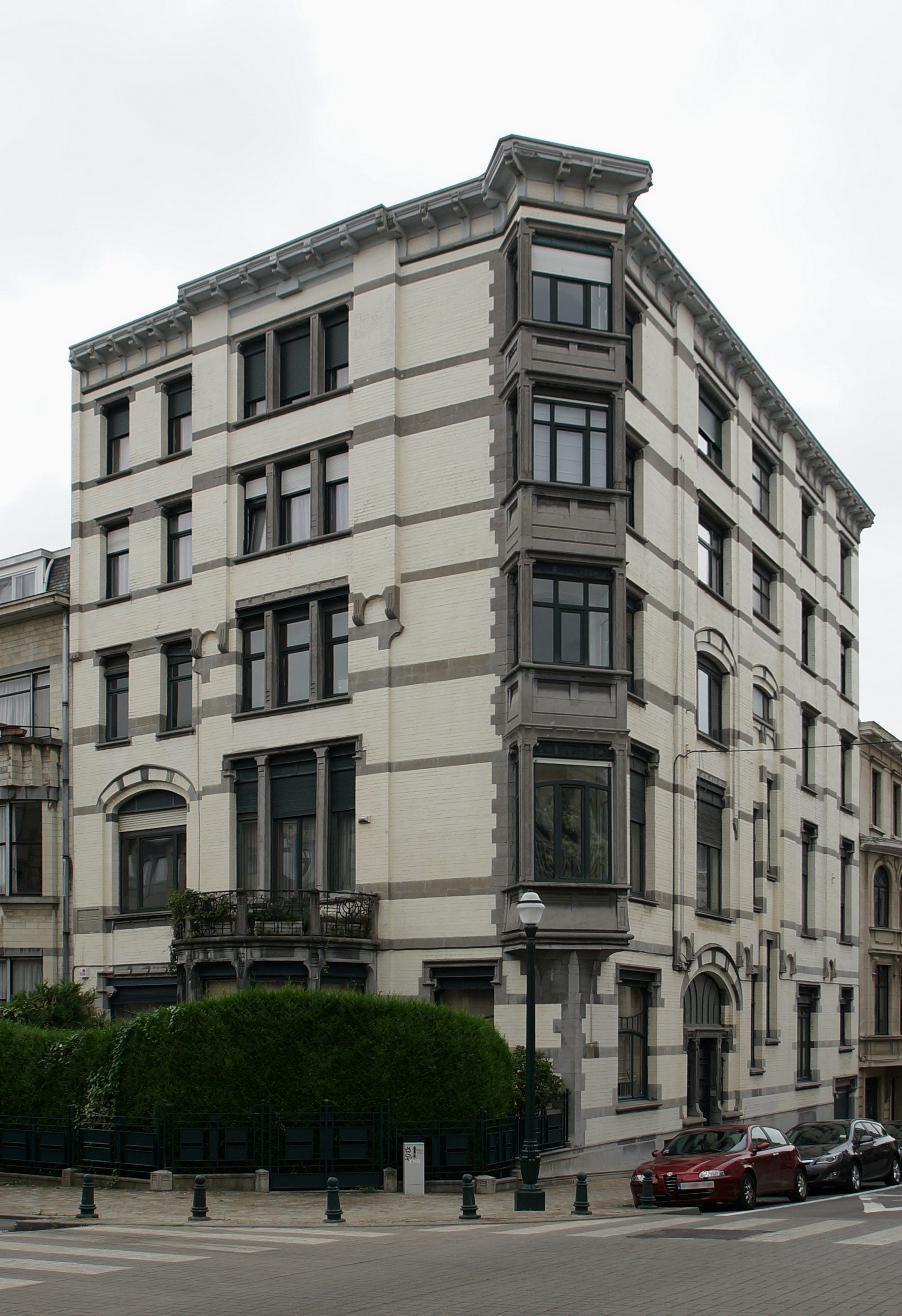
Elsene, Vilain XIIII-straat 17a
(1903-1905).

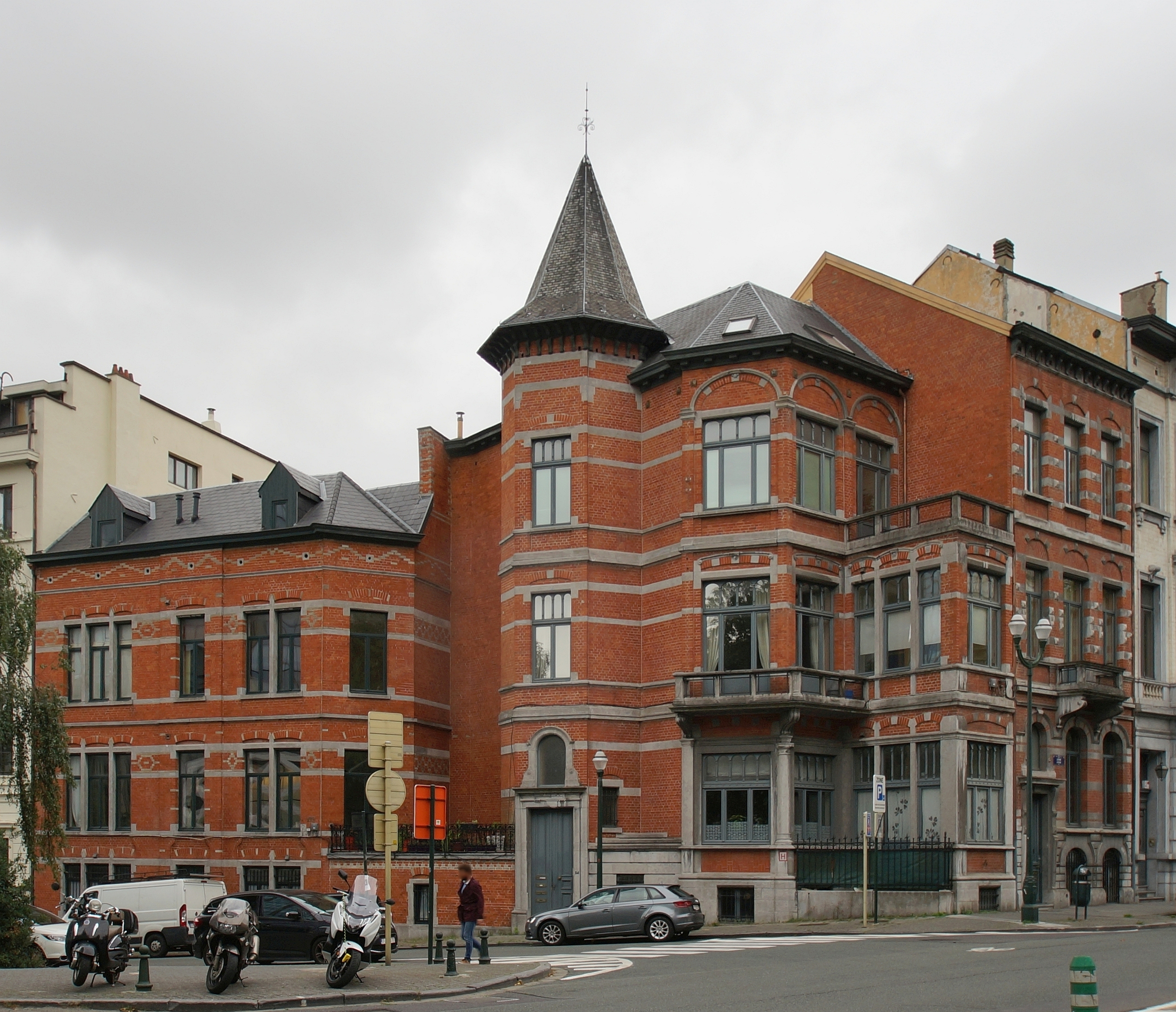
Elsene, Meerstraat 52-54
en Louizalaan 340 (1896).

## Levensloop
Ernest Delune werd op 12 november 1859 geboren te Marbais en overleed te Elsene op 12 juli 1945. Hij was een zoon van aannemer Hubert Delune (eveneens afkomstig van Marbais) die zich te Elsene had gevestigd, samen met zijn echtgenote Sylvie Delstanche en hun acht kinderen. Van deze acht waren er vier die opleiding volgden aan de Koninklijke Academie voor Schone Kunsten van Brussel. Zij werden nadien allen bouwmeester: Ernest (het meest gekend), Léon (1862-1947), Aimable (1866-1923) en Edmond.
Ernest had een zoon, Julius, die eveneens architect werd.
Aanvankelijk werd Ernest Delune bediende bij het Bestuur van Bruggen en Wegen, evenals gemeentelijk adviseur te Elsene. Dit verklaart waarom de meerderheid van zijn ontwerpen daar werd verwezenlijkt. In Elsene werd bijna de ganse Dalstraat door hem bebouwd, met uitlopers naar de Meerstraat, de Vilain XIIII-straat evenals de Charles de Gaullelaan.
Delune gaf opleiding aan architect Franz Tilley. Samen met deze leerling construeerde hij vanaf 1891 tot 1893 verscheidene eclectische woningen.
In 1901 werd hij verkozen tot gemeenteraadslid te Elsene. In juli 1921 volgde hij de overleden Georges De Ro op als senator, maar slechts heel kortstondig want in november 1921 hield hij er al mee op.
Ernest woonde te Elsene achtereenvolgens op de volgende adressen: Meerstraat 15, Dalstraat 9, Parnassusstraat 30 en Troonstraat 124.

## Bouwstijl
Delune beoefende de eclectische stijl maar in de periode van 1899 tot 1907 stond zijn bouwstijl onder invloed van de art nouveau. Om die reden verwezenlijkte hij enkele gebouwen volledig in art nouveau, zoals bijvoorbeeld de woning met huisnummer 6 in de Meerstraat te Elsene.
Aan het einde van zijn loopbaan, in 1926, richtte hij een gebouw op in art-deco-stijl, in de Eudore Pirmezlaan 29 te Etterbeek.

## Opmerkelijke verwezenlijkingen
De meest merkwaardige werken zijn:
- de werkplaats van meester-glazenier Sterner (Meerstraat 6, Elsene),
- het gebouw op de straathoek Meerstraat 52-54 / Louizalaan 340, Elsene,
- het gebouw aan de Vilain XIIII-straat 17a, Elsene
- de woning aan de Generaal de Gaullelaan 27, Elsene
- de mooie groepsbebouwing in de Dalstraat, nabij de vijvers van Elsene.

## Werken

### Geometrische art nouveau

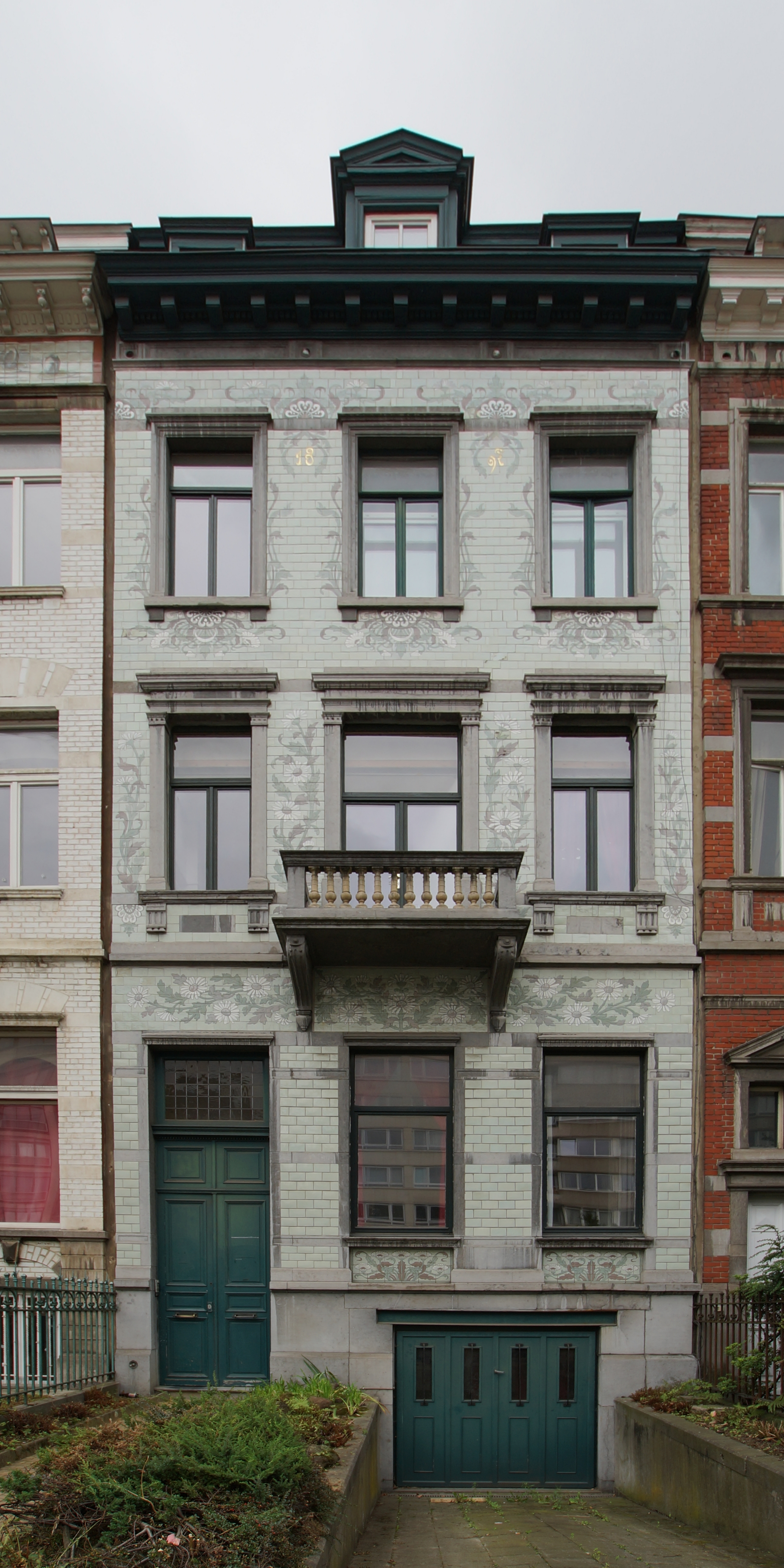
Elsene, Generaal
Jacqueslaan 29.

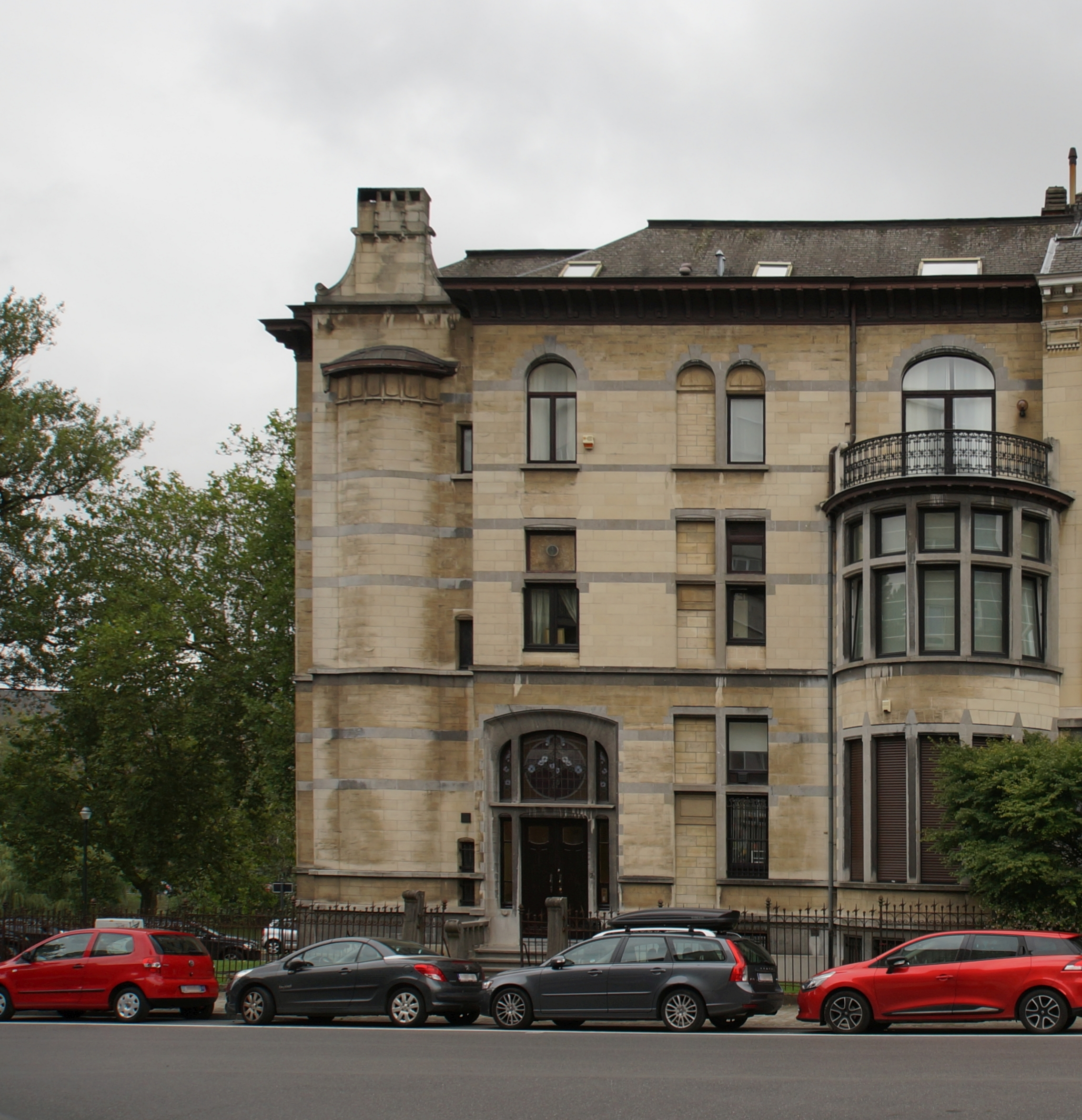
Elsene, Dalstraat 2
(1903-1907)

- 1902: Elsene, Meerstraat 6. Atelier van de Oostenrijkse meester-glazenier Clas Gruner Sterner.

### Geometrische art-nouveaustijl met eclectische invloeden
- huis «‘t Bieken», Winston Churchilllaan 90, Ukkel. Deze woning met een klassiek uiterlijk is versierd met art-nouveau-elementen. Ze is uitgerust met een gesloten balkon met erboven een erker.

### Florale art nouveau met eclectische invloeden
- 1899: Generaal De Gaullelaan, 27, 27a, 27b, 27c, Elsene
- 1903-1905: Vilain XIIII-straat 17a, Elsene
- 1903-1907: Elsene, Dalstraat 2 tot en met 36, behalve de huisnummers 14, 16, 30 en 34.

### Art Deco
- 1926: Eudore Pirmezlaan 29, Etterbeek

### Eclectische stijl
- 1889: Rubensstraat 79, Schaarbeek.
- 1891: Capouilletstraat 12, Sint-Gillis
- 1891: Bronstraat 91 en 93, Sint-Gillis (plannen getekend in 1891 met handtekening van Franz Tilley voor Ernest Delune)
- 1893: Aquaductstraat 21 en 42, Sint-Gillis (Franz Tilley samen met Ernest Delune. Gebouw met neo-classicistische inslag.)
- 1893: Charleroise steenweg 220, Sint-Gillis
- 1896: hoek van de Louizalaan 340 en de Meerstraat 52-54 te Brussel
- 1897: hoek van de Ducpétiauxlaan 53a en de Albaniëstraat 117-119 te Sint-Gillis
- 1897: Alsembergse steenweg 2, Sint-Gillis
- 1898: Albaniëstraat 115, Sint-Gillis
- 1898: Ducpétiauxlaan 55, Sint-Gillis
- 1898: Schotlandstraat 12, Sint-Gillis
- 1900: Spanjestraat 37, Sint-Gillis
- 1900: Sint-Bernardusstraat 170 en 172, Sint-Gillis (met sgraffiti)
- 1900: Atelier van schilder en beeldhouwer Constantin Meunier, Abdijstraat 59, Elsene (thans museum Meunier)
- 1902: Nerviërslaan 59, 61 en 63, Etterbeek
- 1912: Sint-Michielslaan 23, Etterbeek
- 1925: eerste fase van het Kardinaal Merciercollege, Chaussée de Mont-Saint-Jean 83, Eigenbrakel
- 1928: Boondaalsesteenweg 129-131 (Ernest Delune en zijn zoon Julius)
- Generaal Jacqueslaan 23 en 29, Elsene
- Wethouderstraat 44 en 46, Elsene
- Vleurgatsesteenweg 77, 110 en 112, Elsene
- Guillaume Macaulaan 33, Elsene
- Burgemeestersstraat 46, Elsene.

## Galerij

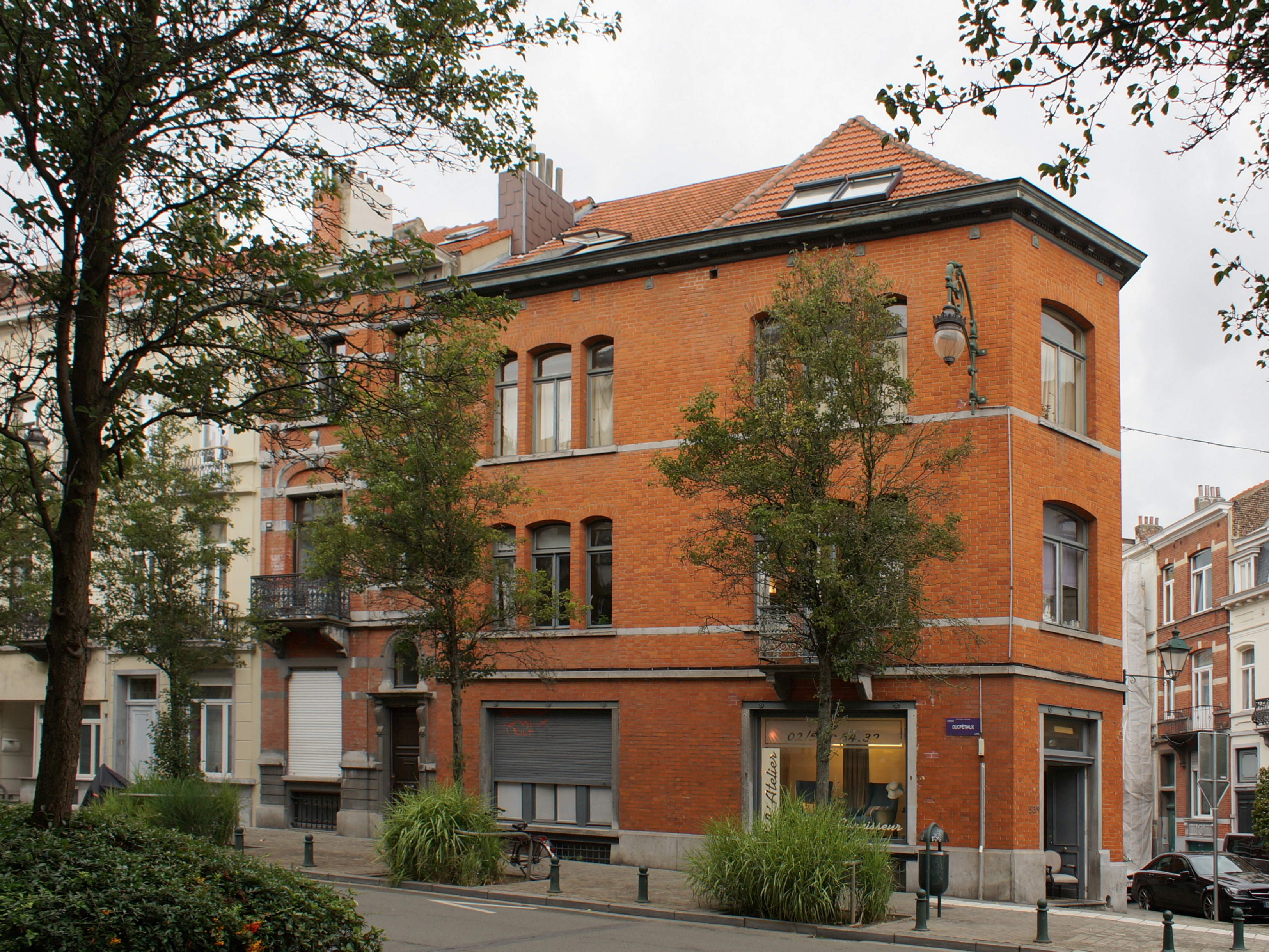
Sint-Gillis, Hoek Ducpétiauxlaan 53a - Albaniëstraat 117 (1897)
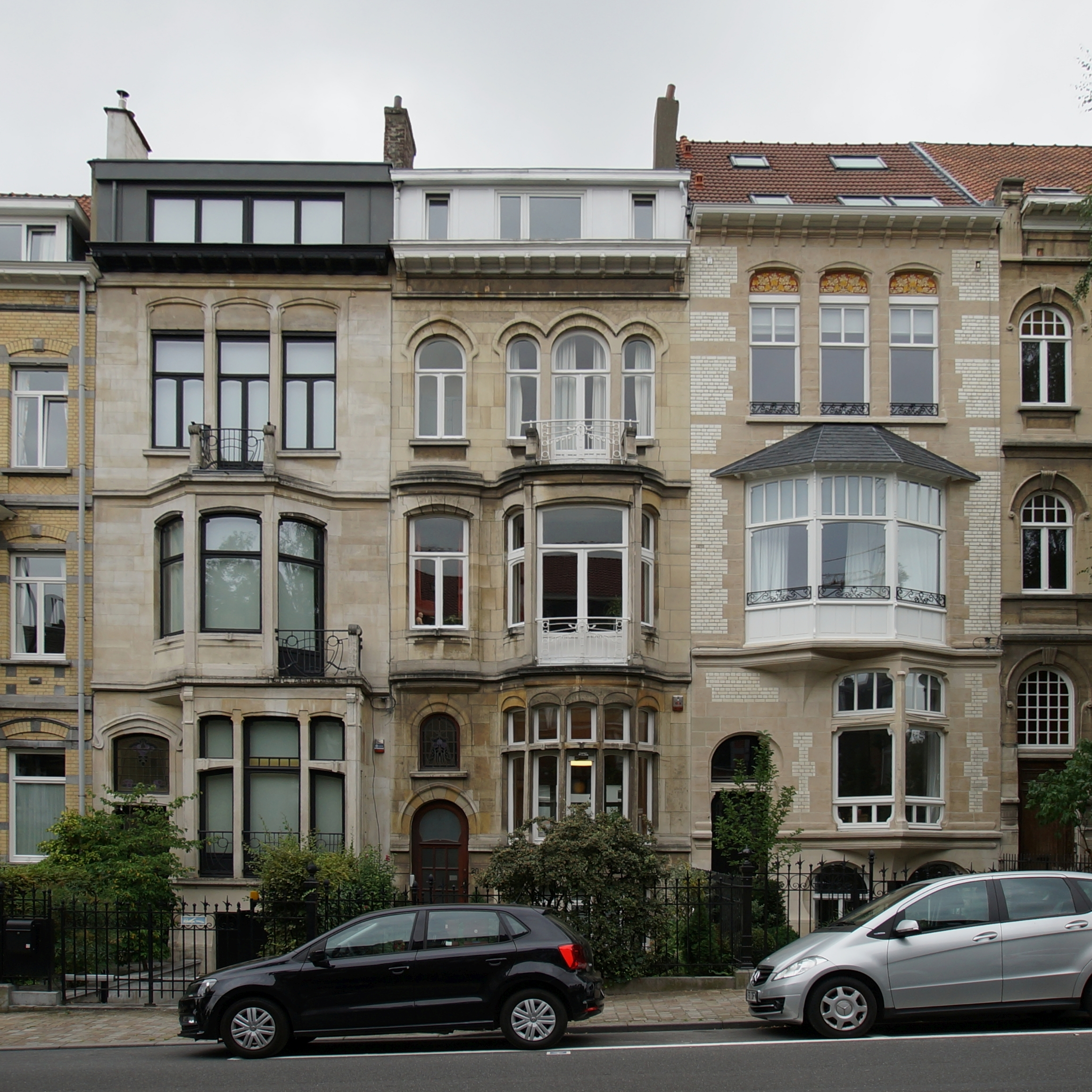
Elsene, Dalstraat 18, 20 & 22 (1903-1907).
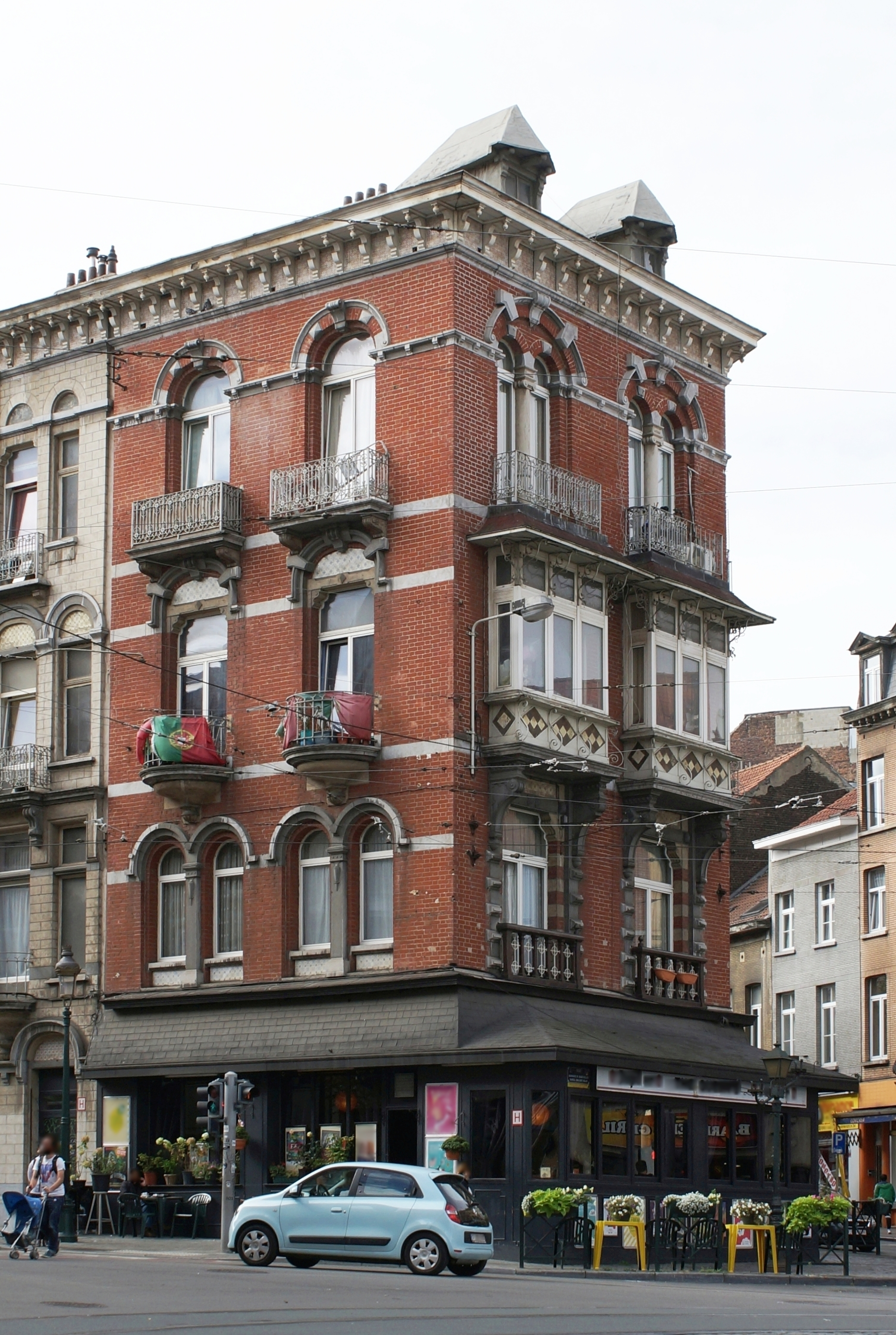
Sint-Gillis, Alsembergsesteenweg 2 (1897).
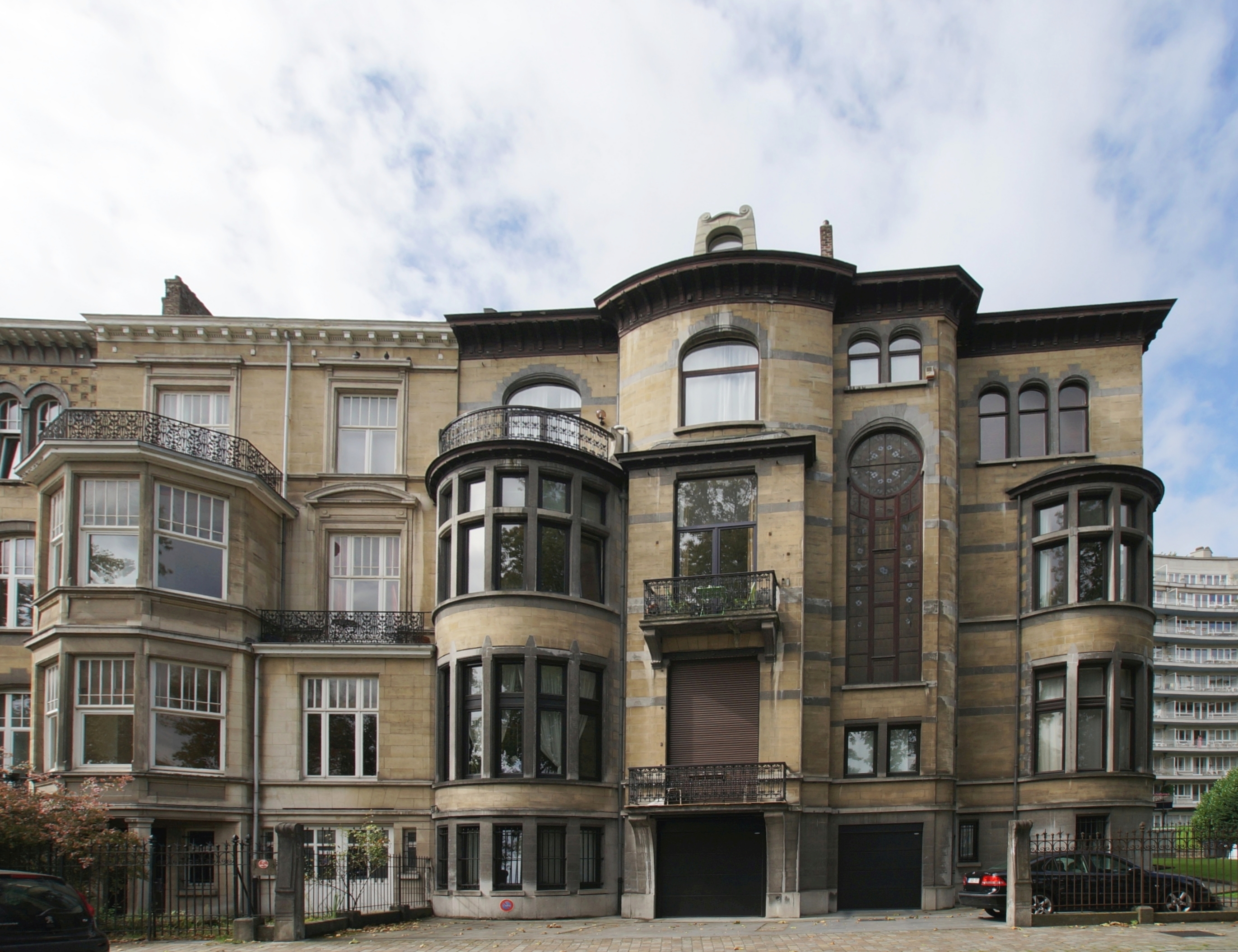
Elsene, Generaal de Gaullelaan 27a (links) en 27 (rechts) (1899).